# Tieschen
Tieschen is een gemeente in de Oostenrijkse deelstaat Stiermarken, en maakt deel uit van het district Radkersburg.
Tieschen telt 1379 inwoners.
Bad Gleichenberg · Bad Radkersburg · Deutsch Goritz · Edelsbach bei Feldbach · Eichkögl · Fehring · Feldbach · Gnas · Halbenrain · Jagerberg · Kapfenstein · Kirchbach-Zerlach · Kirchberg an der Raab · Klöch · Mettersdorf am Saßbach · Mureck · Paldau · Pirching am Traubenberg · Riegersburg · Sankt Anna am Aigen · Sankt Peter am Ottersbach · Sankt Stefan im Rosental · Straden · Tieschen · Unterlamm
- Gemeinsame Normdatei: 4530073-2
- Virtual International Authority File: 236110795
- WorldCat: E39PBJdmhhFmpjHtmmX8MYtdwC